# Кайсаровка (Пензенская область)
Кайсаровка — деревня в Колышлейском районе Пензенской области России. Входит в состав Трескинского сельсовета.

## География
Деревня находится в южной части Пензенской области, в пределах западного склона Приволжской возвышенности, в лесостепной зоне, на правом берегу реки Колышлей, к востоку от автодороги 58К-359, на расстоянии примерно 2 километров (по прямой) к юго-востоку от посёлка городского типа Колышлей, административного центра района. Абсолютная высота — 168 метров над уровнем моря.

### Климат
Климат характеризуется как умеренно континентальный, с тёплым летом и умеренно холодной продолжительной зимой. Средняя температура воздуха самого холодного месяца (января) составляет −13,2 °C; самого тёплого месяца (июля) — 17 °C. Годовое количество атмосферных осадков — 600 мм, из которых большая часть выпадает в тёплый период.

### Часовой пояс
Деревня Кайсаровка, как и вся Пензенская область, находится в часовой зоне МСК (московское время). Смещение применяемого времени относительно UTC составляет +3:00.

## Население
| 1747 | 1795 | 1811 | 1859 | 1877 | 1897 | 1911 |
| ---- | ---- | ---- | ---- | ---- | ---- | ---- |
| 150  | ↗358 | ↘340 | ↗462 | ↗568 | ↗727 | ↗900 |
| 1926 | 1939 | 1959 | 1979 | 1989 | 1996 | 2002 |
| ↗939 | ↘756 | ↘412 | ↘251 | ↘187 | ↗205 | ↗211 |
| 2010 |      |      |      |      |      |      |
| ↗228 |      |      |      |      |      |      |

### Национальный состав
Согласно результатам переписи 2002 года, в национальной структуре населения русские составляли 93 %.